# Districte de Sélestat-Erstein
El districte de Sélestat-Erstein (en francès arrondissement de Sélestat-Erstein, en alsacià Schlettstàdt-Eerstain) és un dels 5 districtes amb què es divideix el departament francès del Baix Rin, a la regió del Gran Est. Resulta de la fusió de les districtes de Sélestat i de Erstein en 1974. Té 5 cantons i 101 municipis. El cap del districte és la sotsprefectura de Sélestat.

## Cantons

### 1974-2015
- cantó de Barr
- cantó de Benfeld
- cantó d'Erstein
- cantó de Marckolsheim
- cantó d'Obernai
- cantó de Sélestat
- cantó de Villé

### 2015-
- cantó d'Erstein
- cantó de Molsheim (1 municipi)
- cantó de Mutzig (18 municipis)
- cantó d'Obernai
- cantó de Sélestat

## Municipis
Els municipis del districte de Sélestat-Erstein, i el seu codi INSEE, son:
1. Albé
2. Andlau
3. Artolsheim
4. Baldenheim
5. Barr
6. Bassemberg
7. Benfeld
8. Bernardswiller
9. Bernardvillé
10. Bindernheim
11. Blienschwiller
12. Boesenbiesen
13. Bolsenheim
14. Boofzheim
15. Bootzheim
16. Bourgheim
17. Breitenau
18. Breitenbach
19. Châtenois
20. Dambach-la-Ville
21. Daubensand
22. Diebolsheim
23. Dieffenbach-au-Val
24. Dieffenthal
25. Ebersheim
26. Ebersmunster
27. Eichhoffen
28. Elsenheim
29. Epfig
30. Erstein
31. Fouchy
32. Friesenheim
33. Gerstheim
34. Gertwiller
35. Goxwiller
36. Heidolsheim
37. Heiligenstein
38. Herbsheim
39. Hessenheim
40. Hilsenheim
41. Hindisheim
42. Hipsheim
43. Le Hohwald
44. Huttenheim
45. Ichtratzheim
46. Innenheim
47. Itterswiller
48. Kertzfeld
49. Kintzheim
50. Kogenheim
51. Krautergersheim
52. Lalaye
53. Limersheim
54. Mackenheim
55. Maisonsgoutte
56. Marckolsheim
57. Matzenheim
58. Meistratzheim
59. Mittelbergheim
60. Mussig
61. Muttersholtz
62. Neubois
63. Neuve-Église
64. Niedernai
65. Nordhouse
66. Nothalten
67. Obenheim
68. Obernai
69. Ohnenheim
70. Orschwiller
71. Osthouse
72. Reichsfeld
73. Rhinau
74. Richtolsheim
75. Rossfeld
76. Saasenheim
77. Saint-Martin
78. Saint-Maurice
79. Saint-Pierre
80. Saint-Pierre-Bois
81. Sand
82. Schaeffersheim
83. Scherwiller
84. Schoenau
85. Schwobsheim
86. Sélestat
87. Sermersheim
88. Steige
89. Stotzheim
90. Sundhouse
91. Thanvillé
92. Triembach-au-Val
93. Urbeis
94. Uttenheim
95. Valff
96. La Vancelle
97. Villé
98. Westhouse
99. Witternheim
100. Wittisheim
101. Zellwiller